# 內克塔爾

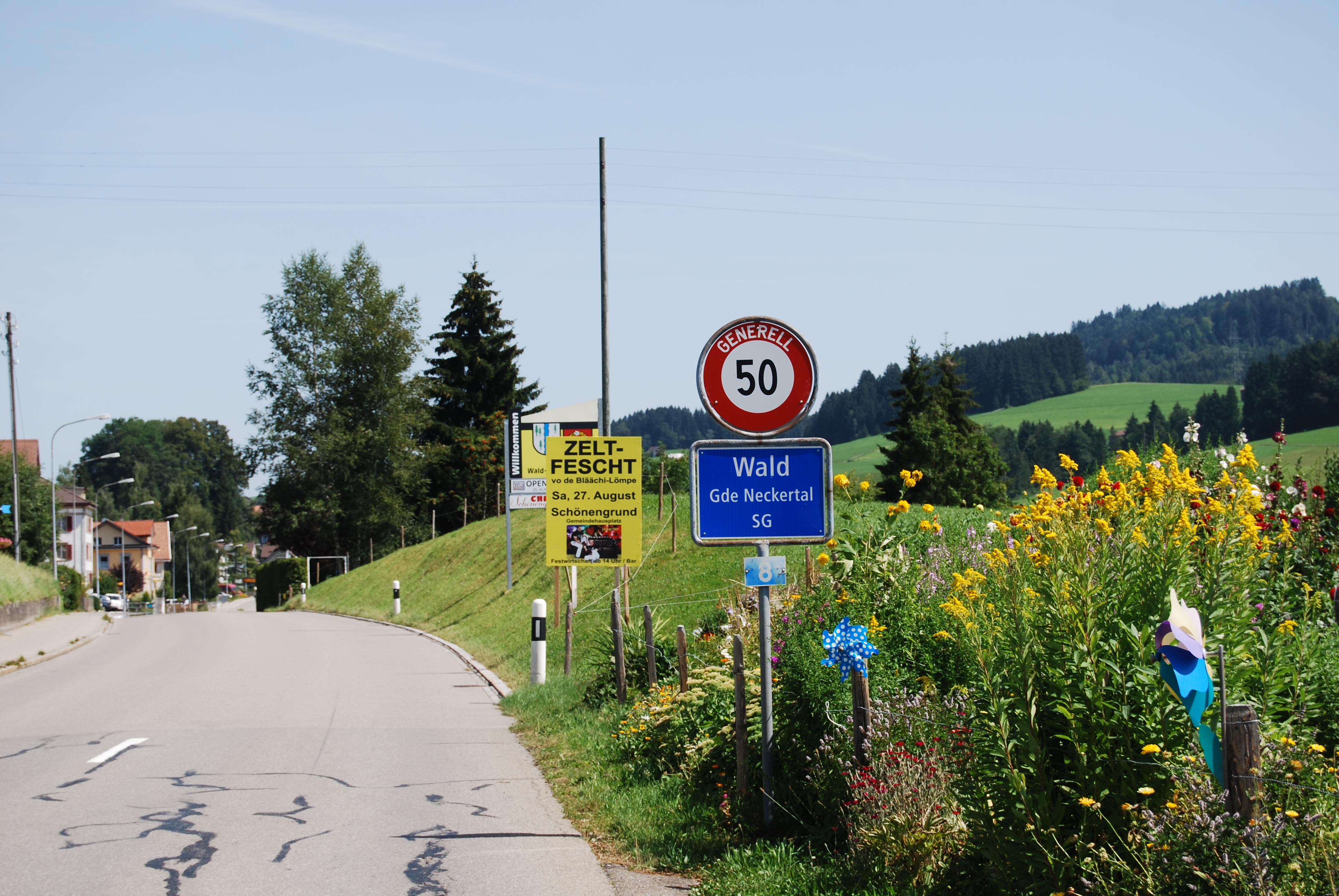

內克塔爾是瑞士的一个镇，位於該國東北部，由聖加侖州負責管轄，面積49.03平方公里，海拔高度660米，2011年人口4,097，人口密度每平方公里84人。

## 外部連結
- Official website（页面存档备份，存于） （德文）